# Lernfähigkeit
Unter Lernfähigkeit wird die Bereitschaft und Fähigkeit verstanden, Ausbildungsinhalte eigenständig, langfristig aufzunehmen, logisch zu ordnen, zu verarbeiten und aus eigenen Fehlern zu lernen. Im weiteren Sinne ist Lernfähigkeit die Eigenschaft eines Organismus, Informationen speichern zu können und diese später, für eigene Zwecke, abzurufen und zu nutzen.
Während der Begriff Lernfähigkeit früher nur für Menschen, oder Tiere, verwendet wurde, hat er mittlerweile auch in den technischen Bereich Einzug gehalten und wird für bestimmte Systeme verwendet, die Maschinelles Lernen ermöglichen. Der bei Lebewesen zu Grunde liegende, kognitive Prozess wird dabei durch Künstliche Intelligenz jedoch lediglich nicht nachvollzogen, sondern lediglich imitiert.

## Unterscheidung
Neben der Unterscheidung mehrerer Speichersysteme (Gedächtnis), sind genau genommen auch mehrere, ihnen zugeordnete Lernfähigkeiten zu differenzieren. Neuropsychologen halten beispielsweise die Unterteilung in deklarative (= explizite, bewusste) und non–deklarative (= implizite, unbewusste) Gedächtnissysteme für notwendig. Denn diesen entsprechen nicht nur eigene Lernformen, sondern sie lassen sich auch unterschiedlichen Hirnstrukturen zuordnen. Das deklarative Gedächtnissystem wird wiederum unterteilt nach einem semantischen und anekdotischen (= episodischen) Gedächtnis, das non–deklarative Gedächtnissystem nach Habituation, Priming, prozeduralem Gedächtnis und Gedächtnis für konditioniertes Lernen. Lernfähigkeit betrifft also verschiedene Gedächtnissysteme.
Sie wird außerdem von unterschiedlichen Faktoren beeinflusst, z. B. Motivation, Anspruchsniveau, Selbstvertrauen, Lerntyp, Lernblockaden usw. Deshalb erfordert die exaktere Verwendung des Begriffes normalerweise nähere Angaben, worauf er sich bezieht.

## Kognition und Gedächtnisforschung
Kognitionen oder kognitive Prozesse (Kognitionspsychologie) sind Vorgänge, durch die ein Organismus Kenntnis von seiner Umgebung erlangt. Dieses Lernen ist nicht direkt beobachtbar, sondern muss aus dem Verhalten des Lernenden erschlossen werden, da sich Lernen immer auch auf die Veränderung im Verhalten oder im Verhaltenspotential eines Organismus bezieht. Der ganze komplexe Prozess schließt verschiedene Teilprozesse wie das Verstehen, Speichern und Abrufen ein. Je nachdem, wie Informationen aufgenommen, verarbeitet, gespeichert, abgerufen und damit genutzt werden, ist der Lernprozess erfolgreich. Wichtige Lern- und Gedächtnisstrategien sind Wiederholen, Organisieren, Elaborieren und Veranschaulichen. Im Verlauf des Lernprozesses werden Wissensstrukturen aufgebaut und verändert. Lernen und Gedächtnis gehören somit immer zusammen.  
In der Gedächtnisforschung werden mehrere Arten der Behaltensprüfung unterschieden:
Freies Erinnern (ohne Beachtung der Darbietungsreihenfolge), serielles Erinnern (Listenlernen) und Wiedererkennen.
Je nachdem wie lange eine Information im Gedächtnis gespeichert wird, unterscheidet man zwischen Sensorischem Gedächtnis, Kurzzeitspeicher und Langzeitspeicher.

## Jean Piaget
Die konstruktivistischen Grundannahmen von Jean Piaget besagen, dass der Mensch sich eine Gesamtheit seiner Erfahrungen in Form von geordneten Schemata im Geiste abbildet. Er legt sich also ein Repertoire von Verhaltens- und Denkmustern an, auf das er zurückgreift und womit er Dinge verallgemeinert. Vieles geschieht dabei einzig durch Beobachten. Nach Piaget kann der Mensch durch Beobachtung seine Strukturen durch Adaption erweitern. Je nachdem, in welcher Entwicklungsphase sich der Lernende befindet, ist er in der Lage formal-logische Schlüsse aufgrund seines Vorwissens zu ziehen, indem er eventuell schon über gegebene Informationen hinausdenkt und verschiedene Schemata miteinander verknüpft.